# Steriphopus punchimenikae
Espèce
Steriphopus punchimenikae est une espèce d'araignées aranéomorphes de la famille des Palpimanidae.

## Distribution
Cette espèce est endémique de la province d'Uva au Sri Lanka,. Elle se rencontre vers Ohiya.

## Description
Le mâle holotype mesure 3,1 mm et la femelle paratype 3,8 mm.

## Systématique et taxinomie
Cette espèce a été décrite par Benjamin en 2024.

## Étymologie
Son nom d'espèce lui a été donné en référence à Punchi Menika, le personnage de Leonard Woolf dans Le Village dans la jungle.

## Publication originale
- Benjamin, 2024 : « Palp-footed spiders of Sri Lanka with descriptions of six new species (Araneae: Palpimanidae). » ZooNova, vol. 40, p. 1-23.